# Gilchrist (Name)
Gilchrist ist ein irisch- und schottisch-stämmiger patronymer Familienname, irisch Mac Giolla Chríost, schottisch-gälisch (Mac)GilleChrìost, beides mit der Bedeutung „Sohn des Dieners Christi“. Der Name findet sich auch als Vorname.

## Namensträger

### Vorname
- Gilchrist Maclagan (1879–1915), britischer Ruderer
- Gilchrist Porter (1817–1894), US-amerikanischer Politiker

### Familienname
- Adam Gilchrist (* 1971), australischer Cricketspieler
- Albert W. Gilchrist (1858–1926), US-amerikanischer Politiker (Florida)
- Andrew Gilchrist (1910–1993), britischer Diplomat, Regierungsbeamter und Botschafter
- Brent Gilchrist (* 1967), kanadischer Eishockeyspieler
- Connie Gilchrist (1895–1985), US-amerikanische Schauspielerin
- Cookie Gilchrist (* 1935), US-amerikanischer Footballspieler
- Ellen Gilchrist (1935–2024), US-amerikanische Schriftstellerin
- Fred C. Gilchrist (1868–1950), US-amerikanischer Politiker
- Garlin Gilchrist (* 1982), US-amerikanischer Politiker
- Grant Gilchrist (* 1990), schottischer Rugby-Union-Spieler
- James Gilchrist (* 1970), englischer Sänger (Tenor)
- James Grant Gilchrist (1842–1906), amerikanischer Chirurg und Homöopath
- John Gilchrist (Fußballspieler, 1899) (1899–1950), schottischer Fußballspieler
- John Gilchrist (Fußballspieler, 1939) (1939–1991), schottischer Fußballspieler
- John Alexander Gilchrist (* 1945), kanadischer Schwimmer, siehe Sandy Gilchrist (Schwimmer)
- John Dow Fisher Gilchrist (1866–1926), schottischer Fischkundler
- John Thomas Gilchrist (1927–1992), britischer Historiker

- Kaleigh Gilchrist (* 1992), US-amerikanische Wasserballspielerin
- Keir Gilchrist (* 1992), kanadischer Schauspieler
- Lafayette Gilchrist (* 1967), US-amerikanischer Jazzpianist und Komponist
- Lou-Anne Gaylene Gilchrist (* 1978), Botschafterin aus St. Vincent und den Grenadinen
- Marion Gilchrist (1864–1952), schottisch-britische Ärztin und Aktivistin für das Frauenwahlrecht
- Mary Gilchrist (1882–1947), schottische Schachspielerin
- Michael Kidd-Gilchrist (* 1993), US-amerikanischer Basketballspieler
- Nadja Gilchrist (* 1990), US-amerikanische Tennisspielerin
- Percy Carlyle Gilchrist (1851–1935), britischer Chemiker und Metallurg
- Peter Gilchrist (* 1968), englisch-singapurischer English-Billiards-Spieler
- Roberta Gilchrist (* 1965), kanadisch-britische Archäologin
- Sandy Gilchrist (Schwimmer) (* 1945), kanadischer Schwimmer
- Sandy Gilchrist (Radsportler) (* 1946), britischer Radrennfahrer
- Steve Gilchrist (* 1954), kanadischer Politiker
- Thomas C. Gilchrist (1862–1927), US-amerikanischer Dermatologe
- William Wallace Gilchrist senior (1846–1916), US-amerikanischer Komponist
- William Wallace Gilchrist junior (1879–1926), US-amerikanischer Maler